# Заболоцкие
Заболо́тские (Заболоцкие, Заболотцкие) — русские дворянские роды, из которых один происходит от Всеволожей, отрасли князей Смоленских, утратившей княжеский титул.
Данный род внесён в Бархатную книгу. При подаче документов (декабрь 1686), для внесения рода в Бархатную книгу, была предоставлена родословная роспись Заболотских и по требованию (1687) боярина князя Григория Афанасьевича Козловского и окольничего (февраль 1688) Алексея Ивановича Ржевского взяты сведения у Заболотских о родах произошедших от князя Глеба Святославовича и их однородстве с Татищевыми.

## Происхождение и история рода
Предок Заболотских, князь Александр-Всеволод Глебович Смоленский (XVIII колено Рюриковичей), в первой половине XIV века выехал в Москву. Он имел трех сыновей, у младшего сына — Ивана Всеволожа, было шесть сыновей. Младший из них, Василий — предок Заболотских. Известны также Алексей и Константин. Сын последнего, Семён, был боярином при Иване Грозном. Афанасий Софрониевич (умер в 1652) был ловчим Московского пути. Этот род Заболотских пресёкся в начале XVIII века.
Существовавшие в начале XX века два рода Заболотских восходят ко второй половине XVII века. Фёдор Давыдович Заболотский, из церковников г. Можайска, лейб-компании гренадер, возведён в потомственное дворянское достоинство Российской Империи 31.12.1741. Жалован дипломом на дворянское достоинство 25.11.1751 (диплом лейб-компанский).

## Известные представители
- Заболотский, Григорий Васильевич — боярин в первые годы правления Ивана III (XV век), отец Алексея, Константина, Василия и Петра.
- Заболотский, Григорий Васильевич — боярский сын (XVI век).
- Заболотский, Григорий Иванович — воевода (XVI век).
- Заболотский Угрим Григорьевич — окольничий.
- Заболотский Семён Угримович — постельничий.
- Заболотский, Алексей Григорьевич — боярин и воевода Иоанна III.
- Заболотский, Василий Григорьевич — посол.
- Заболотский, Константин Григорьевич — боярин, окольничий и посол Ивана III.
- Заболотский, Пётр Григорьевич — посол Ивана III.
- Заболоцкий Семён Константинович — наместник, воевода и боярин.
- Заболоцкий Иван Семёнович — воевода в Пронске (1551), участник взятия Казани (1552).
- Заболотский, Ерофей — тобольский боярский сын, в июне 1649 года отправлен тобольскими воеводами послом в Мунганскую землю.
- Заболотский-Бражник, Василий Иванович — воевода.
- Заболотский Афанасий Богданович — стольник патриарха Филарета (1627—1629), московский дворянин (1636—1640).
- Заболотский Артемий Иванович — московский дворянин (1627—1658).
- Заболотский Лев Васильевич — московский дворянин (1627).
- Заболотский Никита Иванович — стольник (1627—1640).
- Заболотский Богдан Никитич — московский дворянин (1640).
- Заболотский Елизар Андреевич — московский дворянин (1640—1658).
- Заболотский Алексей Артемьевич — стряпчий (1658—1668).
- Заболотский Афанасий Софонтьевич — ловчий (1652), московский дворянин (1658—1668), походный московский дворянин царицы Натальи Кирилловны (1676—1677).
- Заболотский Михаил Афанасьевич — стольник (1662—1668) (убит под Глуховым 1669).
- Заболотский Иван Михайлович — стольник (1671), стольник царицы Натальи Кирилловны (1676), стольник (1677—1686).
- Заболотский Андрей Артемьевич — стряпчий (1672—1676), стольник (1678—1692).
- Заболотский Пётр Артемьевич — стольник (1686).
- Заболотский Алексей Андреевич — стольник (1696)[5].
- Заболотский (Заболоцкий), Николай Алексеевич (1903—1958) — русский поэт.
- Заболотский, Тимофей Васильевич — русский дипломат XVI века.